# Maksymos I
Maximus Johanna I, właściwie Max Michel Hanna (ur. 3 listopada 1949 w Al-Gharbiya) – egipski duchowny tytułujący się od 2006 r. patriarchą Aleksandrii.  
Od 2005 r. biskup Egiptu i Bliskiego Wschodu Greckiego Kościoła Prawosławnego Starego Kalendarza, arcybiskup Prawdziwie Ortodoksyjnych Chrześcijan  - grupy religijnej w Egipcie, która konkuruje z Kościołem koptyjskim.